# Hileithia invidiosa
Hileithia invidiosa là một loài bướm đêm trong họ Crambidae.